# 佩拉尔塔德卡拉桑斯
佩拉尔塔德卡拉桑斯，是西班牙阿拉贡自治区韦斯卡省的一个市镇。总面积115平方公里，总人口258人（2001年），人口密度2人/平方公里。